# Caroline Hat
Caroline Juliana Hat (* 9. August 1996 in Eisenstadt, Burgenland) ist eine österreichische Sängerin und Musicaldarstellerin.

## Leben
Caroline Hat begann ihre Tanzausbildung schon im Alter von drei Jahren im Bereich Ballett. Später folgten Jazz, Contemporary, Latin und Steppen. Sie besuchte die Modeschule Hetzendorf und studiert an der Musik und Kunst Privatuniversität der Stadt Wien Musikalisches Unterhaltungstheater. 
2007 gewann sie den Kiddy Contest mit dem Lied Schokoladistan. Danach wurde sie für den Musikfilm Das Musikhotel am Wolfgangsee engagiert. 
2008 bekam sie die Hauptrolle der Fatura im gleichnamigen Kinderpopmusical, das von den Kiddy-Contest-Produzenten Norman Weichselbaum und Erwin Kiennast produziert wurde.
Ende März 2020 veröffentlichte sie unter dem Künstlernamen CARE die Single „Game Over“.
Am 12. März 2021 trat sie mit „Run“ von Leona Lewis bei Starmania an.
Seit 2022 ist Hat in der deutschen Inszenierung des Theaterstücks Harry Potter und das verwunschene Kind im Hamburger Mehr! Theater am Großmarkt u. a. in den Rollen Maulende Myrte, Madame Hooch, Imbiss Hexe und als Ensemble-Mitglied zu sehen.
Seit Februar 2025 wirkt sie im Musical Skiverliebt am Salzburger Landestheater mit.